# ISO 3166-2:CF
ISO 3166-2:CF is een ISO-standaard met betrekking tot de zogenaamde geocodes. Het is een subset van de ISO 3166-2 tabel, die specifiek betrekking heeft op de Centraal-Afrikaanse Republiek. 
De gegevens werden tot op 15 februari 2012 geüpdatet op het ISO Online Browsing Platform (OBP). Hier worden 2 economische prefecturen - economic prefecture (en) / préfecture économique (fr) / sêse tî kömändâ-kötä (sg) -, 14 prefecturen - prefecture (en) / préfecture (fr) / sêse tî kömändâ-kötä (sg) - en 1 gemeente - commune (en) / commune (fr) / kötä gbätä (sg) - gedefinieerd.
Volgens de eerste set, ISO 3166-1, staat CF voor de Centraal-Afrikaanse Republiek, het tweede gedeelte is een twee- of drieletterige code.

## Codes
| Code   | Franse naam                  | Sango-naam              | Categorie              |
| ------ | ---------------------------- | ----------------------- | ---------------------- |
| CF-BB  | Bamingui-Bangoran            | Bamïngï-Bangoran        | prefectuur             |
| CF-BGF | Bangui                       | Bangî                   | gemeente               |
| CF-KB  | Basse-Kotto                  | Do-Kötö                 | prefectuur             |
| CF-KB  | Gribingui                    | Gïrïbïngï               | economische prefectuur |
| CF-HM  | Haut-Mbomou                  | Tö-Mbömü                | prefectuur             |
| CF-HK  | Haute-Kotto                  | Tö-Kötö                 | prefectuur             |
| CF-HS  | Haute-Sangha / Mambéré-Kadéï | Tö-Sangä / Mbaere-Kadeï | prefectuur             |
| CF-KG  | Kémo-Gribingui               | Kemö-Gïrïbïngï          | prefectuur             |
| CF-LB  | Lobaye                       | Lobâye                  | prefectuur             |
| CF-MB  | Mbomou                       | Mbömü                   | prefectuur             |
| CF-NM  | Nana-Mambéré                 | Nanä-Mbaere             | prefectuur             |
| CF-MP  | Ombella-Mpoko                | Ömbëlä-Pökö             | prefectuur             |
| CF-UK  | Ouaka                        | Wäkä                    | prefectuur             |
| CF-AC  | Ouham                        | Wâmo                    | prefectuur             |
| CF-OP  | Ouham-Pendé                  | Wâmo-Pendë              | prefectuur             |
| CF-SE  | Sangha                       | Sangä                   | economische prefectuur |
| CF-VK  | Vakaga                       | Vakaga                  | prefectuur             |